# Pseudophryne bibronii
Espèce
Statut de conservation UICN

 NT  : Quasi menacé
Pseudophryne bibronii est une espèce d'amphibiens de la famille des Myobatrachidae.

## Répartition

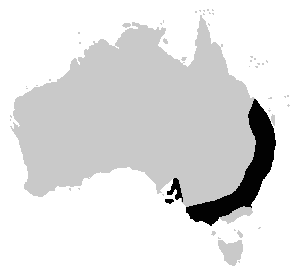
Aire de répartition de 'Pseudophryne bibronii'.

Cette espèce est endémique d'Australie. Bien que sa population ait fortement diminué, elle reste encore largement répandue entre 20 et 1 000 m d'altitude sur presque toute la Nouvelle-Galles du Sud, le Victoria, le Sud-Est du Queensland et l'Est de l'Australie-Méridionale y compris Kangaroo Island,.

## Étymologie
Son nom d'espèce, bibronii lui a été donné en référence à Gabriel Bibron, zoologiste français.

## Description
Pseudophryne bibronii mesure jusqu'à 30 mm. Son dos est gris, brun ou noir et présente souvent des rayures rouges. Son ventre est d'habitude fortement marbré de noir et de blanc. Une tache de couleur orange, rouge ou jaune au niveau des aisselles ; cette coloration varie d'une région à une autre, ce qui pourrait être le résultat d'une hybridation avec Pseudophryne dendyi qui présente une tache de couleur jaune. Une autre tache de couleur jaune-orangé sur trouve à l'arrière des cuisses. Durant la saison sèche elle vit enfouie dans le sol.

## Publication originale
- Günther, 1859 "1858" : Catalogue of the Batrachia Salientia in the collection of the British Museum (texte intégral).